# 호르티 미클로시
호르티 미클로시 너지바녀 기사(Vitéz Nagybányai Horthy Miklós 비테즈 너지바녀이 호르티 미클로시[*], 1868년 6월 18일 ~ 1957년 2월 9일)는 헝가리의 섭정(Regent, 1920년 ~ 1946년)이다. 칭호는 고요하고 위대한 헝가리 왕국의 섭정 각하(Ő Főméltósága a Magyar Királyság Kormányzója 외 푀멜토샤거 어 머저르 키라이샤그 코르마니조여[*])이다.
그는 외교관이자 해군 제독이었으며, 1920년 3월 1일부터 1944년 10월 15일까지는 헝가리 왕국의 섭정으로 지냈다. 군 복무 당시 최종 계급은 중장(독일어: Vizeadmiral 비체아드미랄[*], 헝가리어: Altengernagy 얼텐게르너지[*])이었다.

## 군 경력
오스트리아-헝가리 제국 해군에서 장교로 복무했다. 전투 병과보다는 다른 분야에서 일한 적이 많아서, 타 동기생들에 비하여 승진이 늦었다. 그가 소령 계급을 달았을 때 무려 41살이었다고 한다.
- 피우메 해군사관학교 학사
- 1896년 중위 (독일어: Fregattenleutnant 프레가텐로이트난트[*], 헝가리어: Fregatthadnagy 프레거트어드너기[*])
- 1900년 대위 (독일어: Linienschiffleutnant 리니엔쉬프로이트난트[*], 헝가리어: Sorhajóhadnagy 소르허요흐어드너기[*])
- 1901년 SMS 스페르버(Sperber) 정장
- 1902년 SMS 크라니히(Kranich) 정장
- 1908년 6월 SMS 타우루스(taurus) 정장
- 1908년 8월 SMS 카이저 카를 피어(Kaiser Karl VI) 임시 1등 부관
- 1909년 1월 1일 소령 (독일어: Korvettenkapitän 코르페텐카피텐[*], 헝가리어: Korvettkapitány 코르베트커피타니[*])
- 1909년 11월 1일 프란츠 요제프 1세 부관
- 1911년 11월 1일 중령 (독일어: Fregattenkapitän 프레가텐카피텐[*], 헝가리어: Fregattkapitány 프레거트커피타니[*])
- 1912년 12월 ~ 1913년 3월 SMS 부더페슈트(Budapest) 함장
- 1914년 1월 20일 대령 (독일어: Linienschiffskapitän 리니엔쉬프스카피텐[*], 헝가리어: Sorhajókapitány 소르허요커피타니[*])
- 1914년 8월 SMS 합스부르크(Habsburg) 함장
- 1914년 12월 SMS 노바라(Novara) 함장
- 1918년 2월 1일 1918 SMS 프린츠 오이겐(Prinz Eugen) 함장.
- 1918년 2월 27일 소장(독일어: Konteradmiral 콘테르아드미랄[*], 헝가리어: Ellentengernagy 엘렌텐게르너기[*])으로 승진과 함께 마지막 함대 총사령관에 임명.
- 1918년 10월 30일 중장 (독일어: Vizeadmiral 비체아드미랄[*], 헝가리어: Altengernagy 얼텐게르너기[*]) - 최종 계급

### 전쟁 경력
제1차 세계 대전 당시 호르티 미클로시는 대령으로 참전하였다. 여러 차례 이탈리아 해군을 격파하였으나, 오트란토 해협 전투에서는 부상당하였다. 그러나 이 전투는 오스트리아-헝가리 해군이 당시 세계 최강이라고 일컬어지던 영국 해군과 영국보다는 상대적으로 약한 프랑스 해군, 그리고 약체인 이탈리아 해군을 이긴 몇 안 되는 전투이다. 이 때 제국은 물론 연합국 사이에서도 그의 이름이 유명해졌다. 이 공로로 1918년 2월 1일에는 해군 소장(독일어: Konteradmiral, 헝가리어: Ellentengernagy)이 되었으며, 제국이 해체되기 얼마 전에 중장(독일어: Vizeadmiral, 헝가리어: Altengernagy)으로 승진했다.

## 제독에서 국가 원수로
오스트리아-헝가리 제국의 카로이 4세 황제는 오스트리아-헝가리 제국이 붕괴될 조짐을 보이자 통치에 손을 놓아버린다. 그 후 의회에서 폐위를 결정하여 오스트리아-헝가리 제국은 막을 내린다.
오스트리아-헝가리 제국이 붕괴되자 체코슬로바키아와 폴란드가 독립하였으며, 슬로베니아와 크로아티아, 보스니아는 세르비아에 편입된다. 나중에 세르비아는 유고슬라비아 왕국의 이름으로 덩치를 키운다. 그리고 구 오스트리아-헝가리 해군의 전투력은 유고슬라비아와 이탈리아가 각각 나누어 갖게 된다. 반면 오스트리아와 헝가리는 각각의 독립국이 된다. 오스트리아는 독일과 마찬가지로 공화국이 되었다. 따라서 헝가리는 내륙국에 약소국으로 전락한다. 호르티 미클로시 역시 바다 없는 나라의 해군 제독으로 전락한다. 전후 오스트리아는 독일과 마찬가지로 인플레를 겪었으며, 헝가리는 정치적으로 혼란해진다.
1919년 부다페스트에 쿤 벨러가 이끄는 공산주의 정부였던 헝가리 평의회 공화국이 성립되자 옛 오스트리아-헝가리 제국 해군 출신 인사들을 중심으로 헝가리 국민군을 결성했다. 호르티 미클로시가 이끌던 헝가리 국민군은 세게드를 근거지로 하여 임시 정부를 세웠다. 그 해 8월 루마니아의 군대가 부다페스트로 진격, 쿤 정권을 타도하자 부다페스트에 입성, 정권을 잡았다.
1920년 3월 1일, 그는 헝가리 왕국의 섭정이 되었다. 얼마 안 되어 트리아농 조약을 체결한다. 트리아농 조약의 결과 주권을 인정받았으나 제국 시절에 비해서 영토가 70% 이상 축소되었으며, 군사력에도 많은 제한이 가해진다. 육군은 35,000명으로 경무장할 수 있었다.
합스부르크 가 출신의 황제 카로이 4세가 1921년에 두어 차례나 입국하여 복위를 시도하자 연합국에서 반발했고, 정부에서도 협조하지 않았으며 의회는 합스부르크 가의 폐위를 선언했다. 따라서 헝가리는 왕국이지만 왕이 없는 나라가 된 것이다. 사실상 섭정이 왕으로 행세하는 셈이다.
1930년, 헝가리는 괴멸적인 경제 공황을 겪었다. '검은 목요일'이라는 별명을 가진 이 공황은 1929년 10월 24일, 미국에서 시작되어 전 세계를 강타한 살인적인 공황이었다. 미국은 뉴딜 정책으로, 영국과 프랑스는 경제블록을 정함으로써 해결되었지만 독일과 일본은 전체주의적인 정책으로 해결했다. 이 시기에 총통으로 집권한 아돌프 히틀러는 제2차 세계 대전 때 헝가리를 추축국에 가담하게 했다. 호르티 미클로시는 나중에 히틀러의 지속적인 간섭을 싫어했다고 전해진다.
호르티 미클로시는 1942년 2월 19일에 자신의 아들인 호르티 이슈트반(Horthy István)을 헝가리의 부섭정으로 임명했다. 호르티 이슈트반은 제2차 세계 대전에서 헝가리 공군 조종사로 복무했지만 1942년 8월 20일에 사망하고 만다. 헝가리의 부섭정 자리는 헝가리 왕국이 소멸될 때까지 공석으로 남게 되었다.
호르티 미클로시는 1944년에 단독으로 소련과의 휴전을 시도했다. 그렇지만 1944년 10월에 화살십자당이 쿠데타를 일으키면서 나치 독일의 괴뢰 정권인 국민단결정부를 수립했고 나중에 화살십자당에 의해 감금되고 만다. 헝가리는 1944년 12월 31일에 연합국으로 전환했다.
제2차 세계 대전의 종전 이후에 열린 뉘른베르크 재판에 증인으로 참석하였으며 1946년 1월에 석방되었다. 헝가리에 공산주의 정권이 수립되면서 포르투갈로 망명했고 1957년에 별세했다. 호르티 미클로시의 유해는 헝가리가 자유 민주화를 이룬 1993년에 헝가리로 돌아와 고향인 켄더러즈에 묻혔다.

## 같이 보기
- 헝가리의 역사